# Sendust
La sendust est une poudre métallique magnétique inventée par Hakaru Masumoto à l'université du Tōhoku de Sendai au Japon vers 1936 comme alternative au permalloy dans les applications de bobines pour réseaux téléphoniques. La composition de la sendust est généralement de 85 % de fer, 9 % de silicium et 6 % d'aluminium. La poudre est frittée sous forme de noyaux pour la fabrication de bobines. Les noyaux de sendust ont une perméabilité magnétique relative élevée (jusqu'à 140 000), de faibles pertes, une faible coercitivité (5 A m−1), une bonne stabilité à la température et une densité de flux à saturation jusqu'à 1 T.
En raison de sa composition chimique et de sa structure cristallographique, la sendust montre simultanément une magnétostriction inexistante ainsi qu'une constante K1 d'anisotropie magnéto cristalline nulle.
La sendust est plus dure que le permalloy et est donc utile dans des applications telles que l'usure par abrasion magnétique des têtes d'enregistrement.

## Source
- (en) Cet article est partiellement ou en totalité issu de l’article de Wikipédia en anglais intitulé « Sendust » (voir la liste des auteurs).